# Лотру
Лотру (рум. Lotru) — річка в Румунії, у повіті Вилча. Права притока Олт (басейн Чорного моря).

## Опис
Довжина річки 76,6 км, висота витоку над рівнем моря — 1830 м, висота гирла над рівнем моря — 298 м, найкоротша відстань між витоком і гирлом — 51,16 км, коефіцієнт звивистості річки — 1,50, середньорічні витрати води у гирлі — 20 м³/с. Площа басейну водозбору 1024 км².

## Розташування
Бере початок у комуні Войняса повіту Вилча. Спочатку тече переважно на північний схід, потім на південний схід і у місті Брезой впадає у річку Олт, ліву притоку Дунаю.
Притоки: Гаурі (рум. Găuri), Правец (рум. Pravăț), Тунарі (рум. Tunari), Валя Темпей (рум. Valea Tâmpei), Гоацеле (рум. Goațele) (ліві); Штефану (рум. Ștefanu), Міреуцу (рум. Mirăuțu), Міерул (рум. Mierul), Падіна (рум. Padina) (праві).
Основні населені пункти вздовж берегової смуги від витоку до гирла: Войняса, Валя-Мечешулуй, Мелая, Пескоая, Валя-луй-Стан.

## Цікаві фікти
- Над річкою від витоку до гирла у місті Брезой пролягає автошлях 7А, який з'єднується з євроавтошляхом Е81.[2]

## Галерея

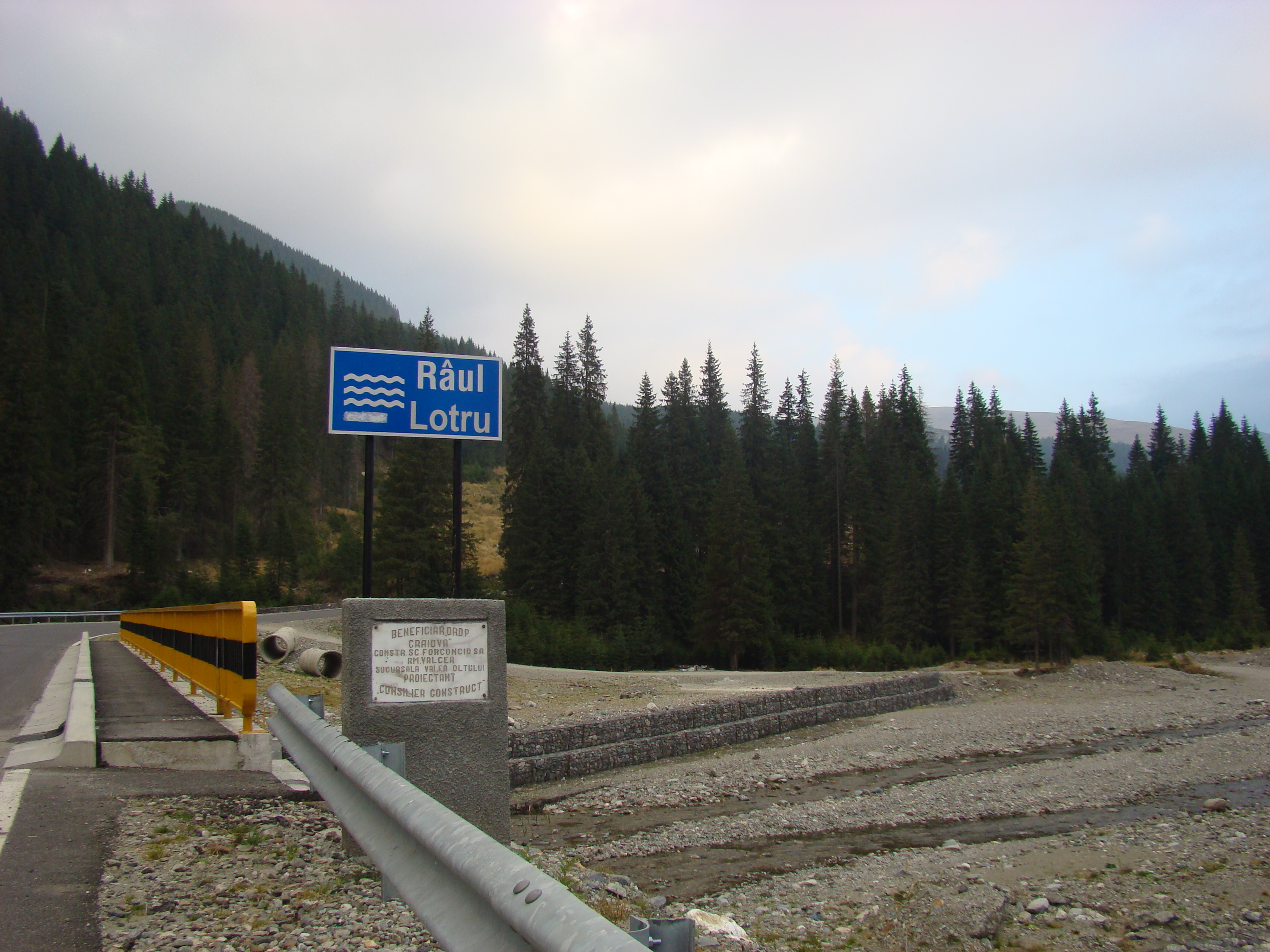
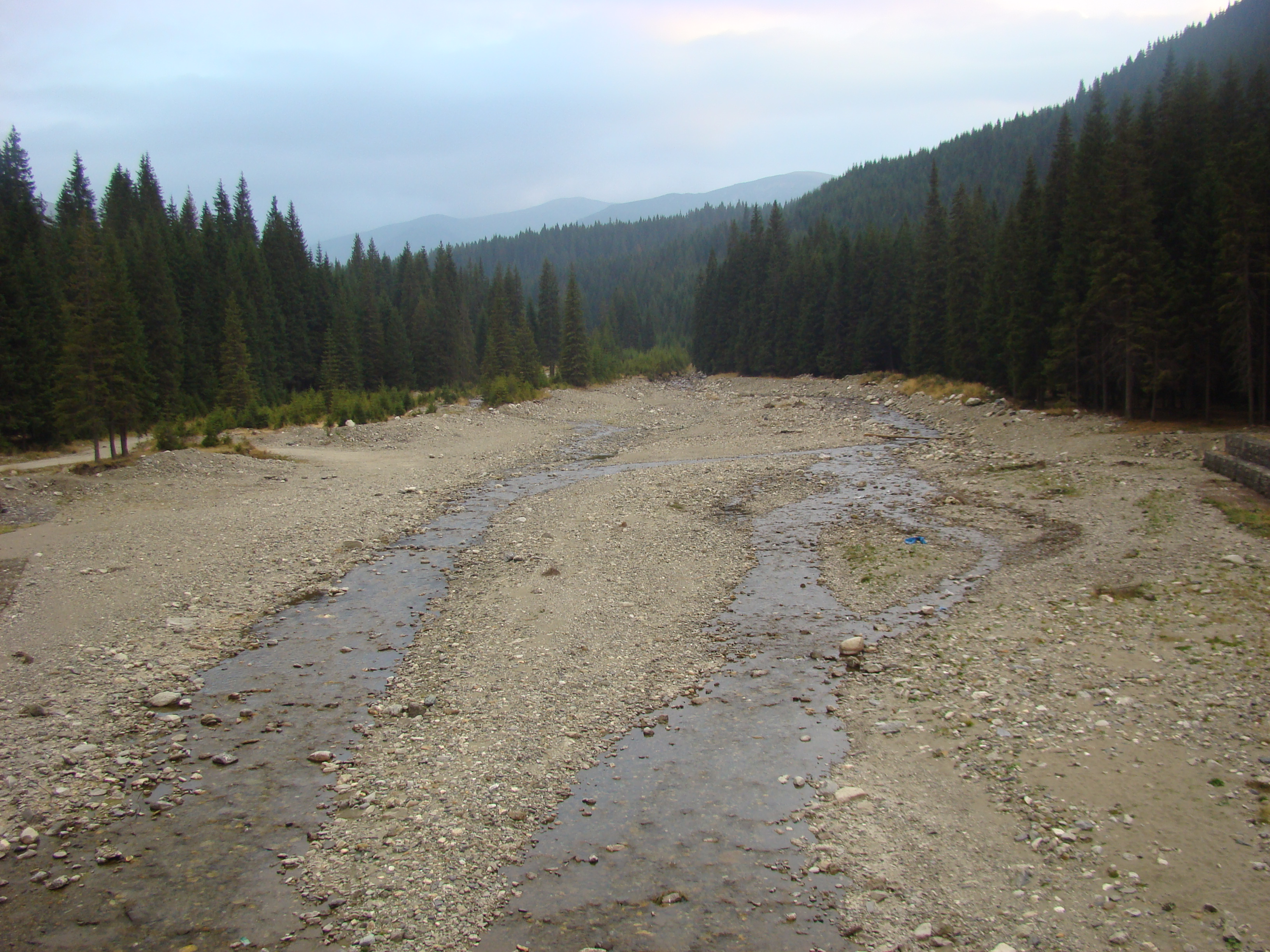
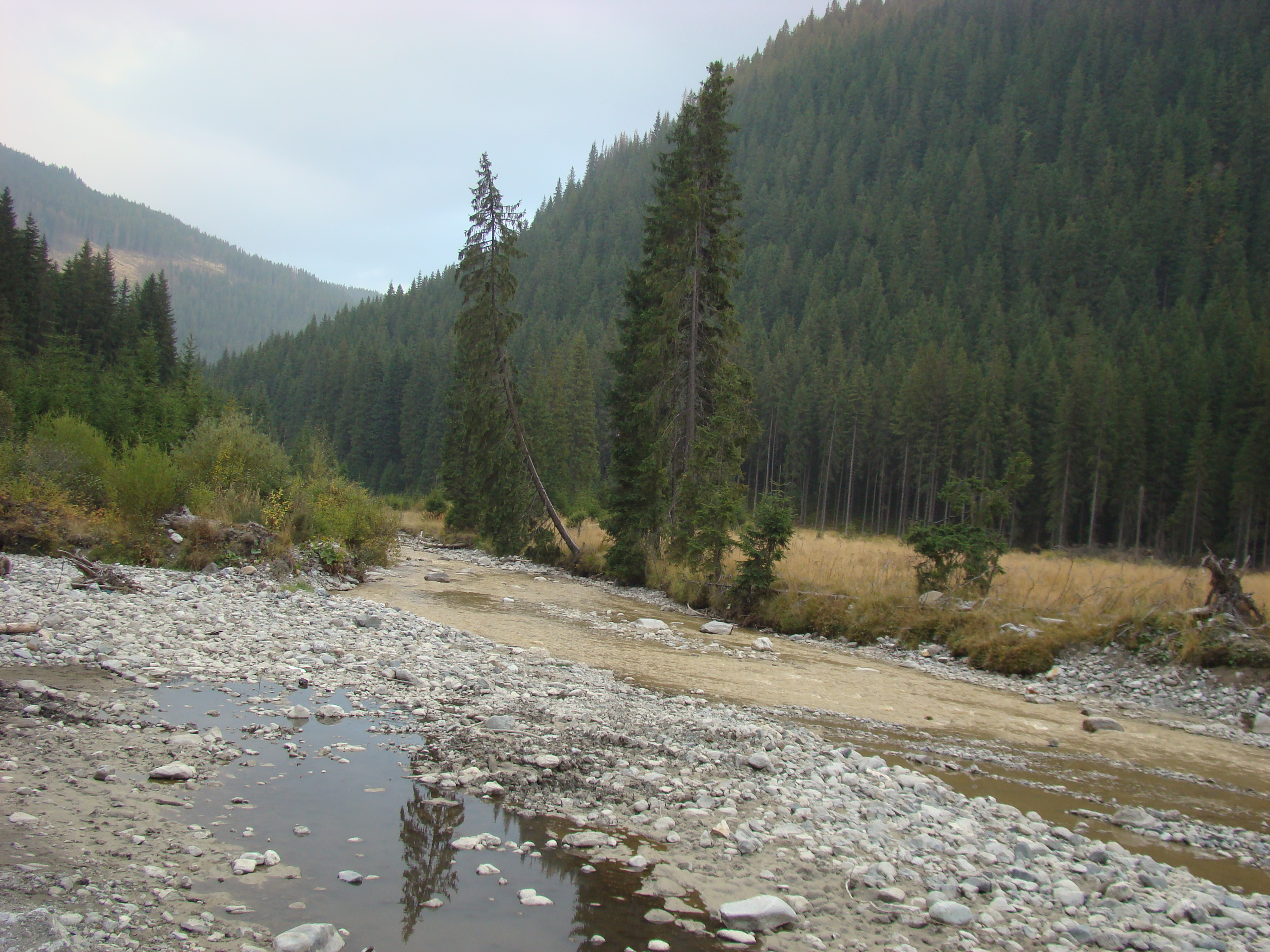